# Mae Whitman
Mae Margaret Whitman (Los Ángeles, California, 9 de junio de 1988) es una actriz estadounidense. Es conocida por su papel como Bianca Piper en la película The Duff, su papel Ann Veal en la serie de televisión Arrested Development, su papel como Amber en la serie Parenthood, su papel como Roxy Richter en Scott Pilgrim vs. The World, y por su voz como Katara en la serie de televisión animada Avatar: la leyenda de Aang, Rose en American dragon: Jake Long, Amity Blight en The Owl House y como Campanilla en las películas de Tinker Bell. 
Su mayor papel fue como hija del presidente en Independence Day en 1996. También estuvo en la película de 2012, The Perks of Being a Wallflower como Mary-Elizabeth. El 26 de febrero de 2018 empezó a trabajar en la serie llamada Good Girls. Participó en el video musical de Tegan and Sara "I was a fool" 2013.[cita requerida]

## Vida personal
Mae es hija única de Pat Musick, una artista de voz, y Jeff Whitman, un mánager personal. Comenzó su carrera con una voz para un comercial de Tyson Foods, un papel para el cual su madre también audicionó. Durante este tiempo, Whitman asistió a la Academia Ribét, una preparatoria escolar privada, en Los Ángeles.
El 12 de mayo de 2024 confirmo su primer embarazo. El 28 de agosto de 2024 anunció el nacimiento de su primer hijo, un niño llamado Miles.

## Carrera

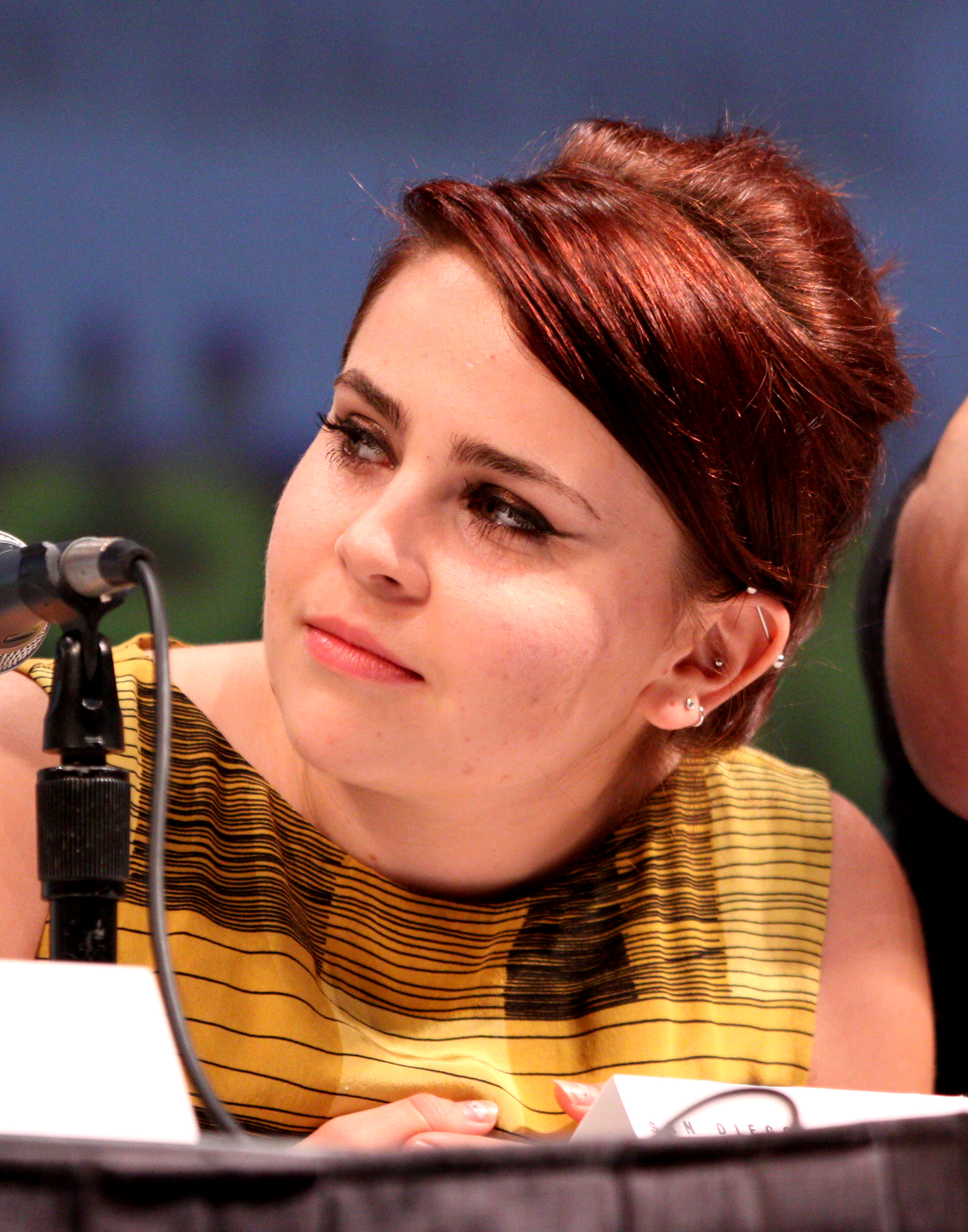
Whitman en la Convención Internacional de Cómics de San Diego en julio de 2010.

En 1994, a los seis años, Whitman hizo su debut en el cine, actuando junto a Meg Ryan en Cuando un hombre ama a una mujer (1994), interpretando a la hija menor del personaje de Meg Ryan, Casey.
En la película Independence Day (1996), Whitman interpretó a la hija del Presidente; también interpretó a la hija del personaje de George Clooney, Maggie, en One Fine Day (1996) y la hija del personaje de Sandra Bullock, Bernice, en Hope Floats (1998).
En 1996, Whitman apareció como invitada en el episodio "The One Where Rachel Quits" de la comedia Friends.
Durante varias apariciones como invitada desde 1998 hasta 2001, Whitman interpretó a Chloe Madison en JAG. Chloe era la hermana pequeña de Sarah 'Mac' Mackenzie (Catherine Bell). En 2001 y 2002, Whitman protagonizó en la serie de ABC Family State of Grace.
Whitman fue la voz de Navajo Wynonna "Winnie" Whitefeather para Focus en The Last Chance Detectives (2004). 
Whitman apareció en la serie de 2006, Thief para FX, interpretando a la hijastra de Nick Atwater (Andre Braugher). También apareció en varios videojuegos, interpretando el papel de Yuffie Kisaragi en el videojuego de Square-Enix/Disney, Kingdom Hearts II como también una aparición en el videojuego de disparos de tercera persona Dirge of Cerberus: Final Fantasy VII.
Whitman hizo varias apariciones en 2006 y 2007, incluyendo en Grey's Anatomy como Heather. También apareció en Desperate Housewives como una amiga de Julie.
Whitman fue elegida para el remake de la serie The Bionic Woman en 2007, interpretando a la hermana menor sorda del personaje principal. En 27 de junio de 2007, TV Guide informó que Whitman iba a ser reemplazada en el papel de la hermana de Jaime, y Lucy Hale fue elegida como el reemplazo de Whitman el siguiente julio. También apareció en Law and Order: Special Victims Unit, como una madre que adopta niños de la calle formando una familia sin hogar.
También es Cynder en La leyenda de Spyro: la noche eterna.
Whitman actualmente está en Parenthood de Ron Howard. Interpreta a Amber Holt, "una adolescente rebelde cuyo solo interés en el presente es su novio que quiere ser una estrella de rock."
Whitman interpretó a la mala Roxy Ricther en Scott Pilgrim vs. The World de Edgar Wright, una adaptación al cine del cómic de Bryan Lee O'Malley, Scott Pilgrim. En la película protagonizaba su excompañero de Arrested Development, Michael Cera.
Whitman apareció en Family Guy en 2010, y tuvo un papel en la película adolescente de 2012, The Perks of Being a Wallflower, con Logan Lerman, Emma Watson, y Ezra Miller.
En 2015 protagonizó junto a Robbie Amell la película de comedia The Duff, interpretando el papel de Bianca Piper.

## Música
Whitman ha grabado «I Heard The Bells On Christmas Day» y «You Make Christmas Feel So Good» de Escuela hacia fuera! Navidad.
Whitman también ha cantado los coros en una serie de canciones de indie-punk de la banda Fake Problems de su más reciente álbum Real Ghosts Caught on Tape.

## Filmografía

### Películas
| Año  | Título                                       | Personaje              | Notas                    |
| ---- | -------------------------------------------- | ---------------------- | ------------------------ |
| 1994 | Cuando un hombre ama a una mujer             | Casey Green            |                          |
| 1995 | Degree of Guilt                              | Elena Argos            | Película para televisión |
| 1995 | Naomi & Wynonna: Love Can Build a Bridge     | Joven Ashley Judd      | Película para televisión |
| 1995 | Bye Bye Love                                 | Michele Goldman        |                          |
| 1996 | Independence Day                             | Patricia Whitmore      | Secundario               |
| 1996 | After Jimmy                                  | Rosie                  | Película para televisión |
| 1996 | Un día inolvidable                           | Maggie Taylor          |                          |
| 1997 | Merry Christmas, George Bailey               | Zuzu Bailey            | Película para televisión |
| 1998 | The Gingerbread Man                          | Libby Magruder         |                          |
| 1998 | Hope Floats                                  | Bernice Pruitt         |                          |
| 1999 | A Season for Miracles                        | Alanna 'Lani' Thompson | Película para televisión |
| 1999 | Jingle Bells                                 | Beth (voz)             | Película para televisión |
| 1999 | Mickey's Once Upon a Christmas               | Niña (voz)             | Directo a vídeo          |
| 1999 | Invisible Child                              | Rebecca 'Doc' Beeman   | Película para televisión |
| 2001 | La pesadilla de Susi                         | Maria Sandor (10 años) |                          |
| 2002 | The Wild Thornberrys Movie                   | Alumna (voz)           |                          |
| 2003 | El libro de la selva 2                       | Shanti (voz)           |                          |
| 2004 | Teacher's Pet                                | Leslie (voz)           |                          |
| 2005 | Going Shopping                               | Coco                   |                          |
| 2005 | The Happy Elf                                | Molly (voz)            | Película para televisión |
| 2006 | The Bondage                                  | Angelica               |                          |
| 2006 | Love's Abiding Joy                           | Colette Doros          |                          |
| 2006 | Jesse Stone: Death in Paradise               | Emily Bishop           | Película para televisión |
| 2007 | Boogeyman 2                                  | Alison                 |                          |
| 2007 | Lost in the Dark                             | Amy Tolliver           | Película para televisión |
| 2008 | Tinker Bell                                  | Tinker Bell (voz)      | Directo a vídeo          |
| 2008 | Nights in Rodanthe                           | Amanda Willis          |                          |
| 2009 | Spring Breakdown                             | Lydia                  | Directo a vídeo          |
| 2009 | Tinker Bell and the Lost Treasure            | Tinker Bell (voz)      | Directo a vídeo          |
| 2009 | Acceptance                                   | Taylor Rockefeller     | Película para televisión |
| 2010 | Barry Munday                                 | Candice                |                          |
| 2010 | Jesse Stone: No Remorse                      | Emily Bishop           | Película para televisión |
| 2010 | Scott Pilgrim vs. the World                  | Roxy Richter           | Secundario               |
| 2010 | Scott Pilgrim vs. the Animation              | Lisa Miller (voz)      | Cortometraje             |
| 2010 | Tinker Bell and the Great Fairy Rescue       | Tinker Bell (voz)      |                          |
| 2011 | The Factory                                  | Abby Fletcher          |                          |
| 2012 | The Perks of Being a Wallflower              | Mary Elizabeth         |                          |
| 2012 | Secret of the Wings                          | Tinker Bell (voz)      |                          |
| 2014 | Kaze Tachinu                                 | Kayo / Kinu (voces)    |                          |
| 2014 | The Pirate Fairy                             | Tinker Bell (voz)      |                          |
| 2014 | Tinker Bell and the Legend of the NeverBeast | Tinker Bell (voz)      |                          |
| 2015 | Freaks of Nature                             | Jenna Zombie           | Secundario               |
| 2015 | The Duff                                     | Bianca                 | Protagonista             |
| 2016 | Operator                                     | Emily Klein            | Protagonista             |
| 2016 | Rock Dog                                     | Darma (voz)            |                          |

### Televisión
| Año             | Título                                 | Personaje                               | Notas                                         |
| --------------- | -------------------------------------- | --------------------------------------- | --------------------------------------------- |
| 1996            | Duckman: Private Dick/Family Man       | Baby Rose (voz)                         | Episodio: "Sperms of Endearment"              |
| 1996            | Early Edition                          | Amanda Bailey                           | Episodio: "The Choice"                        |
| 1996            | Friends                                | Sarah Tuttle                            | Episodio: "The One Where Rachel Quits"        |
| 1996            | The Cartoon Cartoon Show               | Little Suzy (voz)                       | Episodio: "Johnny Bravo and the Amazon Women" |
| 1996-1999       | Chicago Hope                           | Sara Wilmette                           | 17 episodios                                  |
| 1997            | Superman: The Animated Series          | Young Lois Lane (voz)                   | Episodio: "Monkey Fun"                        |
| 1997-2004       | Johnny Bravo                           | Suzy (voz)                              | 52 episodios                                  |
| 1998-2001       | JAG                                    | Chloe Madison                           | 8 episodes                                    |
| 1999            | Judging Amy                            | Darcy Mitchell                          | Episodio: "Last Tango in Hartford"            |
| 1999            | Providence                             | Frances Carlyle                         | 2 episodios                                   |
| 1999            | Hallmark Hall of Fame                  | Alanna "Lani" Thompson                  | Episodio: "A Season for Miracles"             |
| 2000-2002       | Teacher's Pet                          | Leslie Dunkling (voz)                   |                                               |
| 2000            | Godzilla: The Series                   | Meg (voz)                               | Episodio: "Shafted"                           |
| 2000            | The Wild Thornberrys                   | Antoinette (voz)                        | Episodio: "Luck Be an Aye-Aye"                |
| 2001            | Max Steel                              | Jo (voz)                                | Episodio: "The Return"                        |
| 2001            | Jackie Chan Adventures                 | Voces adicionales                       | Episodio: "Scouts Honor"                      |
| 2001-2002       | State of Grace                         | Emma "Grace" McKee                      | 40 episodios                                  |
| 2002            | Presidio Med                           | Tory Redding                            | Episodio: "Do No Harm"                        |
| 2002            | The Zeta Project                       | Amy (voz)                               | Episodio: "The River Rising"                  |
| 2002-2004       | Fillmore!                              | Varias voces                            | 7 episodios                                   |
| 2004            | Cold Case                              | Eve Kendall                             | Episodio: "Lover's Lane"                      |
| 2004            | CSI: Crime Scene Investigation         | Glynnis Carson                          | Episodio: "No Humans Involved"                |
| 2004            | Century City                           | Erin Pace                               | Episodio: "Without a Tracer"                  |
| 2004-2006, 2013 | Arrested Development                   | Ann Veal (Planta)                       | 16 episodios                                  |
| 2005-2007       | American Dragon: Jake Long             | Rose/Huntsgirl (voz)                    | 19 episodios                                  |
| 2005-2008       | Avatar: The Last Airbender             | Katara (voz)                            | 59 episodios                                  |
| 2006            | Thief                                  | Tammi Deveraux                          | 6 episodios                                   |
| 2006            | Desperate Housewives                   | Sarah                                   | Episodio: "Nice She Ain't"                    |
| 2006            | Phil of the Future                     | Chica llorona                           | Episodio: "Stuck in the Meddle with You"      |
| 2007            | Justice                                | Jenny Marshall                          | Episodio: "False Confession"                  |
| 2007            | Grey's Anatomy                         | Heather Douglas                         | 2 episodios                                   |
| 2007            | The Modifyers                          | Agente Xero / Lacey Shadows (voces)     | Piloto                                        |
| 2007            | Bionic Woman                           | Becca Sommers                           | Episodio: "Unaired Pilot"                     |
| 2007            | Ghost Whisperer                        | Rachel Fordham                          | Episodio: "Don't Try This at Home"            |
| 2007            | ER                                     | Heather                                 | Episodio: "The Test"                          |
| 2008            | Law & Order: Special Victims Unit      | Cassidy Cornell/Helen Braidwell         | Episodio: "Streetwise"                        |
| 2008            | Good Behavior                          | Roxy West                               | Piloto                                        |
| 2008-2010       | In Treatment                           | Rosie Weston                            | 5 episodios                                   |
| 2008-2013       | Family Guy                             | Varias voces                            | 10 episodios                                  |
| 2009            | Criminal Minds                         | Julie                                   | Episodio: "Cradle to Grave"                   |
| 2009            | Glenn Martin, DDS                      | Chica amish / Trailer Park Teen (voces) | 2 episodios                                   |
| 2009-2010       | The Cleveland Show                     | Voces adicionales                       | 2 episodios                                   |
| 2010-2015       | Parenthood                             | Amber Holt                              | 98 episodios                                  |
| 2010            | Batman: The Brave and the Bold         | Batgirl (voz)                           | 2 episodios                                   |
| 2011            | Tinker Bell and the Pixie Hollow Games | Tinker Bell (voz)                       |                                               |
| 2012            | Robot Chicken                          | Varias voces                            | Episodio: "Casablankman 2"                    |
| 2011-2012       | Young Justice                          | Wonder Girl                             | Voz, 11 episodios                             |
| 2012            | Weeds                                  | Tula                                    | Episodio: "See Blue and Smell Cheese and Die" |
| 2012-2017       | Teenage Mutant Ninja Turtles           | April O'Neil (voz)                      | 74 episodios                                  |
| 2012            | Dragons: Riders of Berk                | Heather (voz)                           | 2 episodios                                   |
| 2013-2014       | Jake and the Never Land Pirates        | Tinker Bell (voz)                       | 2 episodios                                   |
| 2013            | Web Therapy                            | Blair Yellin                            | 3 episodios                                   |
| 2013-2014       | American Dad                           | Glitter / Zoey (voces)                  | 3 episodios                                   |
| 2013            | Masters of Sex                         | Estudiante de colegio                   | Episodio: "Standard Deviation"                |
| 2014            | Suburgatory                            | Caris                                   | Episodio: "Blame it on the Rainstick"         |
| 2014            | AJ's Infinite Summer                   | Morgan / Receptionista (voces)          | Piloto                                        |
| 2018            | Good Girls                             | Annie Marks                             | 20 episodios                                  |
| 2020            | The Owl House                          | Amity Blight                            | 12 episodios                                  |
| 2023            | Up Here                                | Lindsay                                 | 8 episodios                                   |

### Videojuegos
| Año  | Título                                        | Personaje                                                   |
| ---- | --------------------------------------------- | ----------------------------------------------------------- |
| 2004 | EverQuest II                                  | Lilly Ironforge / Thana Rumblehoof (voces)                  |
| 2005 | Kingdom Hearts II                             | Yuffie Kisaragi (voz)                                       |
| 2006 | Cartoon Network Racing                        | Little Suzy (voz)                                           |
| 2006 | Dirge of Cerberus: Final Fantasy VII          | Yuffie Kisaragi (voz)                                       |
| 2006 | Avatar: la leyenda de Aang                    | Katara (voz)                                                |
| 2007 | The Legend of Spyro: The Eternal Night        | Cynder (voz)                                                |
| 2007 | Avatar:The Last Airbender – The Burning Earth | Katara (voz)                                                |
| 2008 | Avatar:The Last Airbender – Into the Inferno  | Katara (voz)                                                |
| 2011 | Nicktoons MLB                                 | Katara (voz)                                                |
| 2013 | Young Justice: Legacy                         | Dr. Helena Sandsmark / Cassie Sandsmark/Wonder Girl (voces) |
| 2020 | Kingdom Hearts III                            | Yuffie Kisaragi (Re:Mind DLC) (voz)                         |